# Sèina (Alps de l'Alta Provença)
Sanha [saɲo] o Sèina [sɛɲo] (en francès Seyne) és un municipi francès situat al departament dels Alps de l'Alta Provença i a la regió de Provença – Alps – Costa Blava.
El nom oficial del municipi, com ho indica el codi geogràfic oficial de l'INSEE, és "Seyne". Tanmateix, es fa ús, localment, de "Seyne-les-Alpes" fins ara no ratificat per cap decret. No s'ha de confondre amb la ciutat de La Seyne-sur-Mer, que és la segona ciutat de la regió del Var a Provença, ni amb Seynes al departament del Gard.
En aquesta població s'hi instal·là el 24 de març de 2015 la base d'operacions del dispositiu de salvament del Vol 9525 de Germanwings, el qual s'havia estavellat a la població propera de Prats de Blèuna Auta.

## Geografia

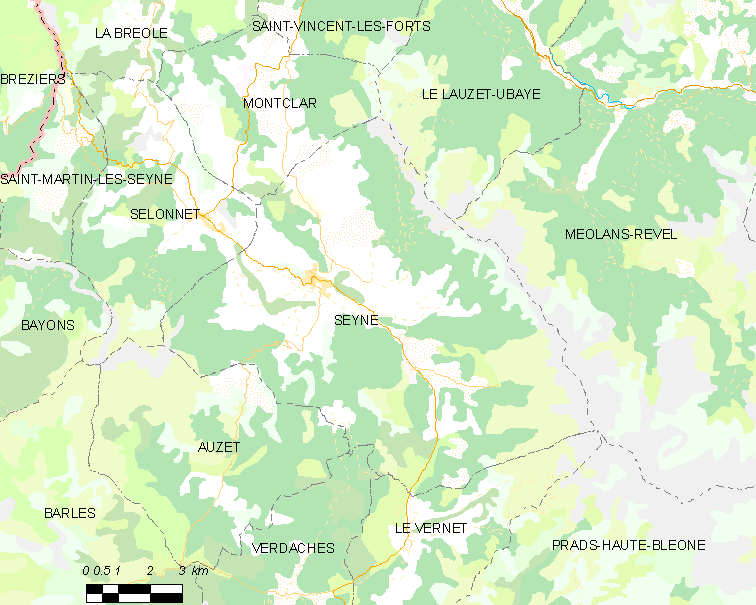
Mapa de la comuna de Sèina

## Administració i política
Alcaldes
| Període   | Identitat        | Partit |
| --------- | ---------------- | ------ |
| 1977-1989 | Guy Derbez       |        |
| 1989-2008 | Francis Hermitte | PS     |
| 2008-2014 | André Savornin   |        |
| 2014-     | Francis Hermitte |        |

## Demografia
| Evolució de la població |       |       |       |       |       |       |       |       |
| 1793                    | 1800  | 1806  | 1821  | 1831  | 1836  | 1841  | 1846  | 1851  |
| 2.557                   | 2.557 | 2.720 | 2.952 | 2.795 | 2.881 | 2.894 | 3.069 | 2.686 |

| 1856  | 1861  | 1866  | 1872  | 1876  | 1881  | 1886  | 1891  | 1896  |
| ----- | ----- | ----- | ----- | ----- | ----- | ----- | ----- | ----- |
| 2.485 | 2.508 | 2.511 | 2.312 | 2.241 | 2.162 | 2.195 | 1.902 | 1.786 |

| 1901  | 1906  | 1911  | 1921  | 1926  | 1931  | 1936  | 1946  | 1954  |
| ----- | ----- | ----- | ----- | ----- | ----- | ----- | ----- | ----- |
| 1.715 | 1.718 | 1.620 | 1.360 | 1.255 | 1.205 | 1.204 | 1.173 | 1.148 |

| 1962  | 1968  | 1975  | 1982  | 1990  | 1999  | 2006 | 2011 | 2016 |
| ----- | ----- | ----- | ----- | ----- | ----- | ---- | ---- | ---- |
| 1.183 | 1.222 | 1.214 | 1.287 | 1.222 | 1.441 | -    | -    | -    |

| 2019 | - | - | - | - | - | - | - | - |
| ---- | - | - | - | - | - | - | - | - |
| -    | - | - | - | - | - | - | - | - |